# Tyromyces immitis
Tyromyces immitis är en svampart som först beskrevs av Peck, och fick sitt nu gällande namn av Appollinaris Semenovich Bondartsev 1953. Tyromyces immitis ingår i släktet Tyromyces och familjen Polyporaceae.   Inga underarter finns listade i Catalogue of Life.
I den svenska databasen Dyntaxa används istället namnet Oligoporus immitis för samma taxon.  Arten har ej påträffats i Sverige.